# 2010년 일본 구제역 확산

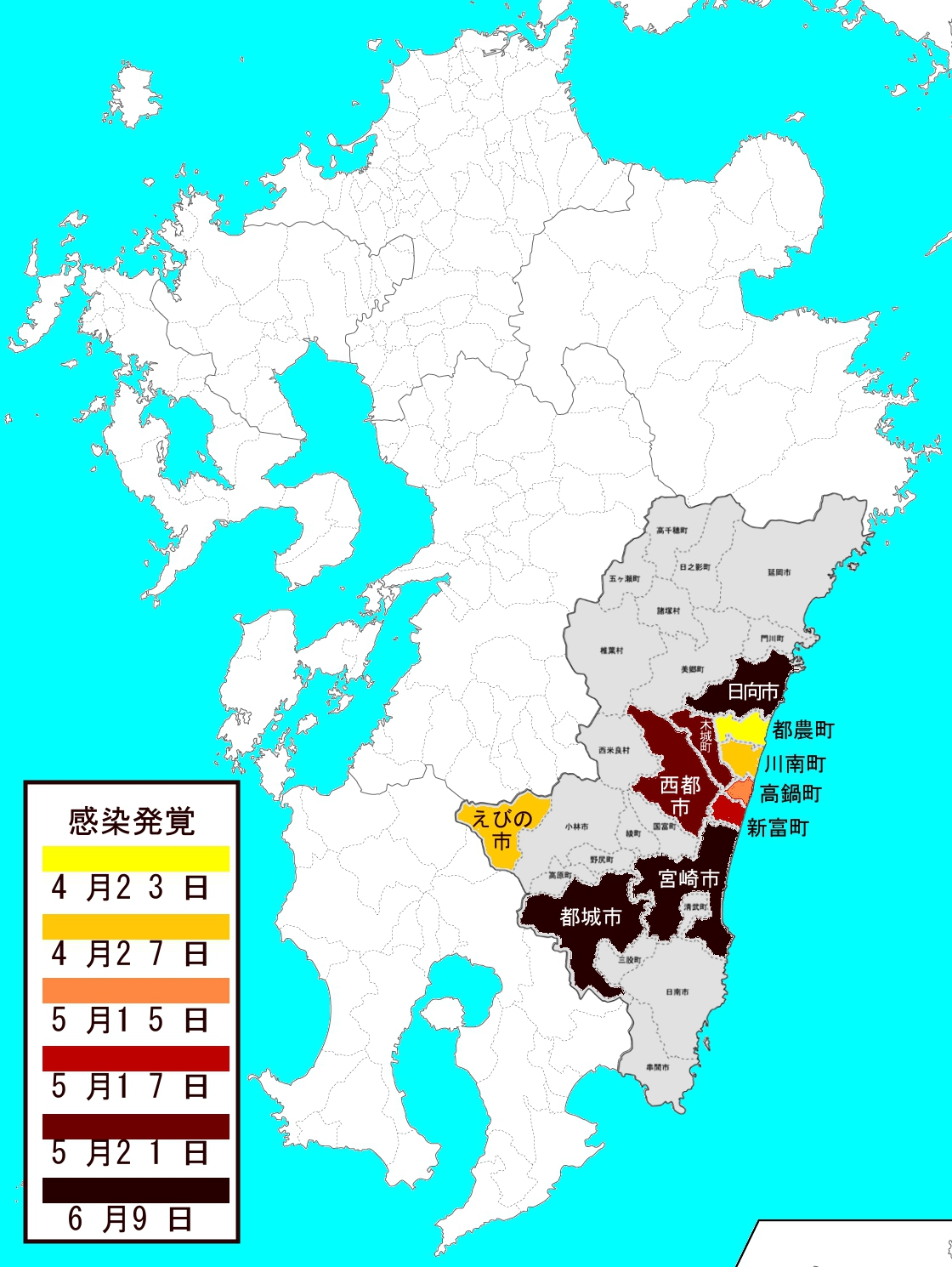
발생 현황

2010년 일본 구제역 확산은 2010년 4월부터 7월까지 일본에서 구제역이 확산된 사건이다. 미야자키현 등지에서 발생했다. 이 때문에 모든 고기의 수출이 금지되었다. 이 구제역으로 28만마리 이상의 가축이 살처분되었다.

## 같이 보기
- 2010-2011년 대한민국 구제역 확산